# 西河街道 (汾阳市)
西河乡，是中华人民共和国山西省吕梁市汾阳市下辖的一个乡镇级行政单位。2021年5月28日，撤乡设街道。

## 行政区划
西河乡下辖以下地区：
英雄北路社区、英雄南路社区、西苑社区、中华社区、盘龙社区、冯家庄村、西门村、北门村、西关村、大向善村和小向善村。